# Nederlands militair voetbalelftal (mannen)

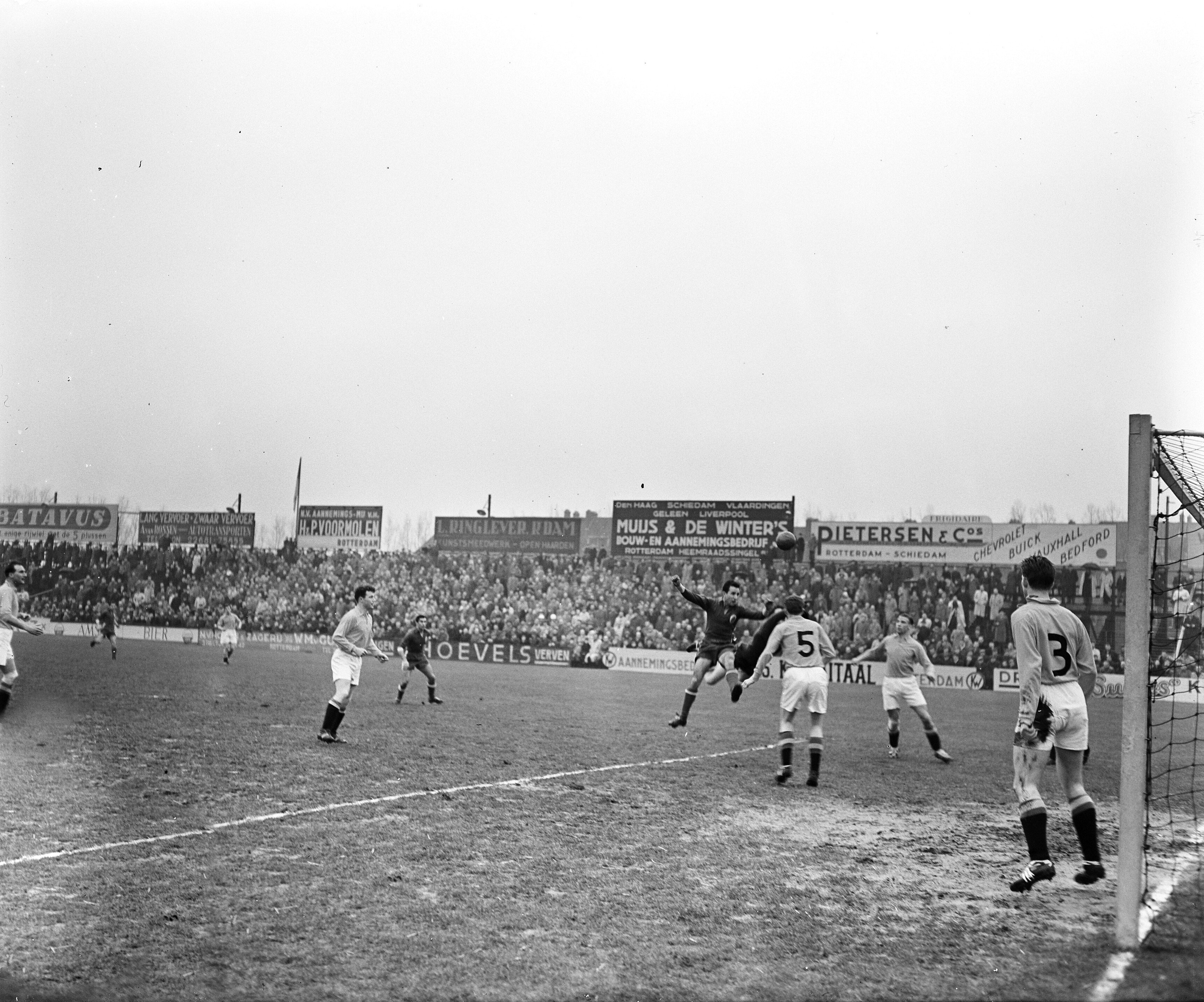
2 februari 1955, Het Kasteel, Rotterdam: militaire teams Nederland-Portugal

Het Nederlands militair voetbalelftal is een voetbalteam dat Nederland vertegenwoordigt onder andere op toernooien georganiseerd door de Internationale Militaire Sportraad.
Het mannenteam neemt sinds 1946 deel aan de Militaire Wereldkampioenschappen voetbal en het vrouwenteam sinds 2001. Bij de mannen heeft Nederland de tweede plaats behaald op de wereldkampioenschappen van 1947 en 1975. Sinds 1986 speelt Nederland ook om de Kentish Challenge Cup. De selectie van sporters wordt gedaan door het ministerie van Defensie.

## Oprichting en geschiedenis tot 1945

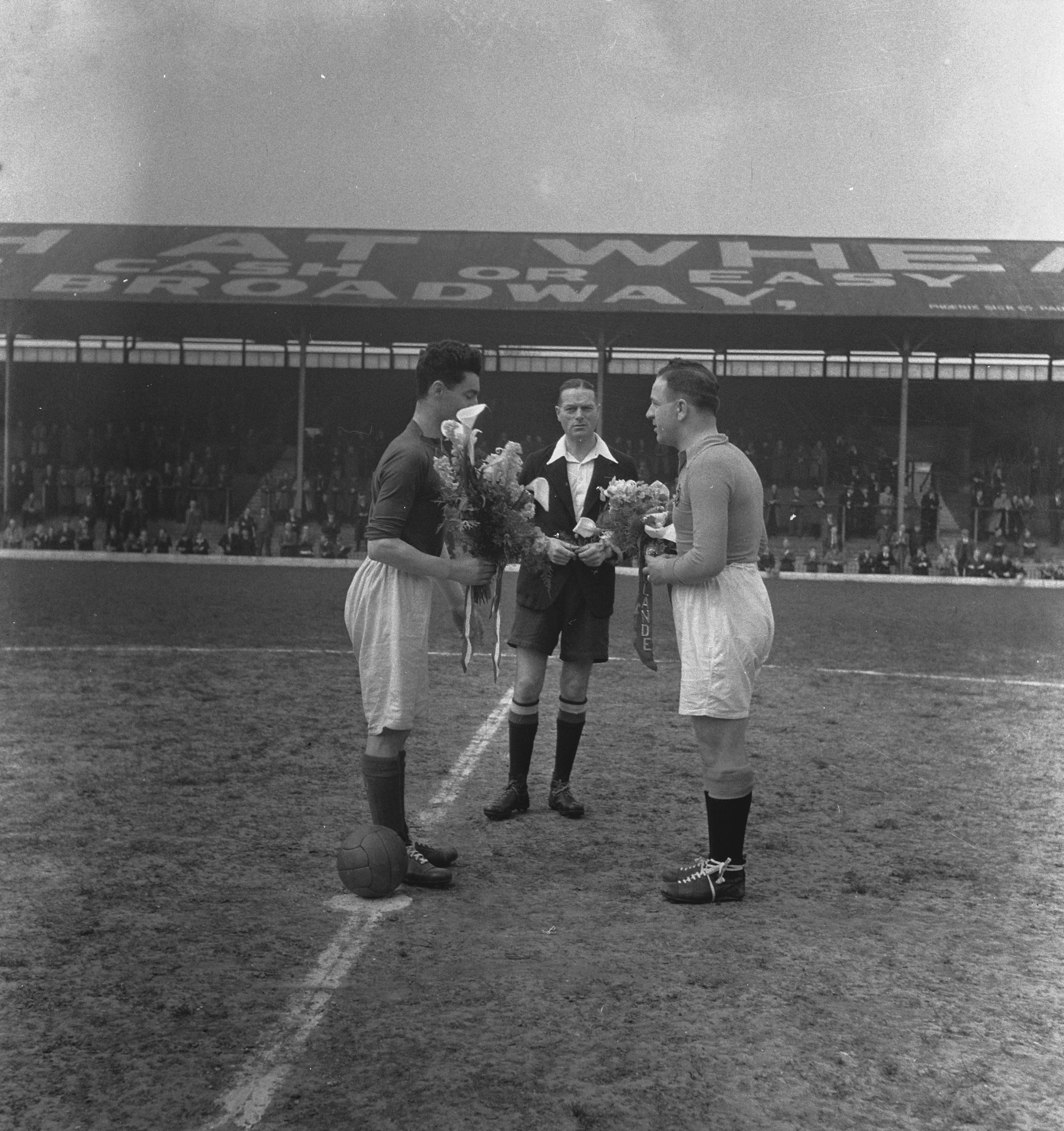
Het Nederlands militair elftal speelt in 1942 in Brentford tegen een Frans team

In 1910 gaf de Nederlandse minister van Oorlog gehoor aan het verzoek van het Belgische Comité de la Coupe de l´Armée om jaarlijks een match te spelen tussen vertegenwoordigende militaire teams van beide landen. Hiermee werd het Nederlands militair elftal in het leven geroepen. De eerste wedstrijd werd op 17 april 1910 gespeeld en resulteerde in een 2-1 overwinning voor Nederland.
Tussen 1910 en 1940 speelde het Nederlands militair voetbalelftal regelmatig tegen militaire teams uit omringende landen en was het een graag geziene tegenstander in oefenwedstrijden van vooraanstaande clubs uit eigen land. Op 15 maart 1914 werd het Britse militair elftal ontvangen, waarbij koningin-moeder Emma aanwezig was, de eerste keer dat een lid van het koninklijk huis een interland bijwoonde.

## Deelname aan internationale toernooien vanaf 1946: enkele hoogtepunten

###### 1946
In 1946 organiseerde de Allied Forces Sports Council een voetbaltoernooi voor militaire teams dat te boek staat als het eerste militaire wereldkampioenschap voetbal. Nederland won verrassend de eerste poulewedstrijd tegen Frankrijk in Lille op 20 oktober met 4-3 met doelpunten van Wim Lakenberg (2), Jan van Roessel en Jan Smit van VUC. De tweede poulewedstrijd werd met 8-0 verloren van Groot-Brittannië in Lyon op 27 oktober. Groot-Brittannië plaatste zich voor de finalepoule in Praag en won uiteindelijk het toernooi.

###### 1947
In 1947 organiseerde dezelfde Intergeallieerde Sportraad wederom een voetbaltoernooi. In de eerste fase zou Nederland in een poule tegen Polen en Groot-Brittannië spelen maar laatstgenoemde trok zich terug uit de Sportraad en het eerstgenoemde land had problemen om naar Nederland af te reizen. Zonder te spelen kwalificeerde Nederland zich voor de finalepoule.
Tsjecho-Slowakije zegde op het laatste moment af en uiteindelijk speelden België, Denemarken en Nederland eind november tegen elkaar in Hannover. Nederland won met 5-0 van Denemarken en verloor met 4-1 van Belgie, waarmee het de tweede plaats behaalde.

###### 1950
In 1950 was Nederland als gastland vrijgesteld van het spelen van voorrondes en werd direct toegelaten tot de halve finale. De tegenstander was België en de wedstrijd werd gespeeld op het veld van Sparta in Rotterdam op woensdag 7 juni. De uitblinker van de wedstrijd was Rik Coppens die de Belgen naar een 4-1 overwinning leidde. De strijd om de derde plaats was tussen Nederland en Frankrijk, in Haarlem op 13 juni. De uitslag was 4-4 met drie doelpunten van Mick Clavan en een van Koos Verbeek van Sparta voor Nederland. Frankrijk kreeg de derde plaats toegewezen op grond van cornerverhouding. De finale op Sportpark Houtrust werd door Italië met 2-1 van België gewonnen.

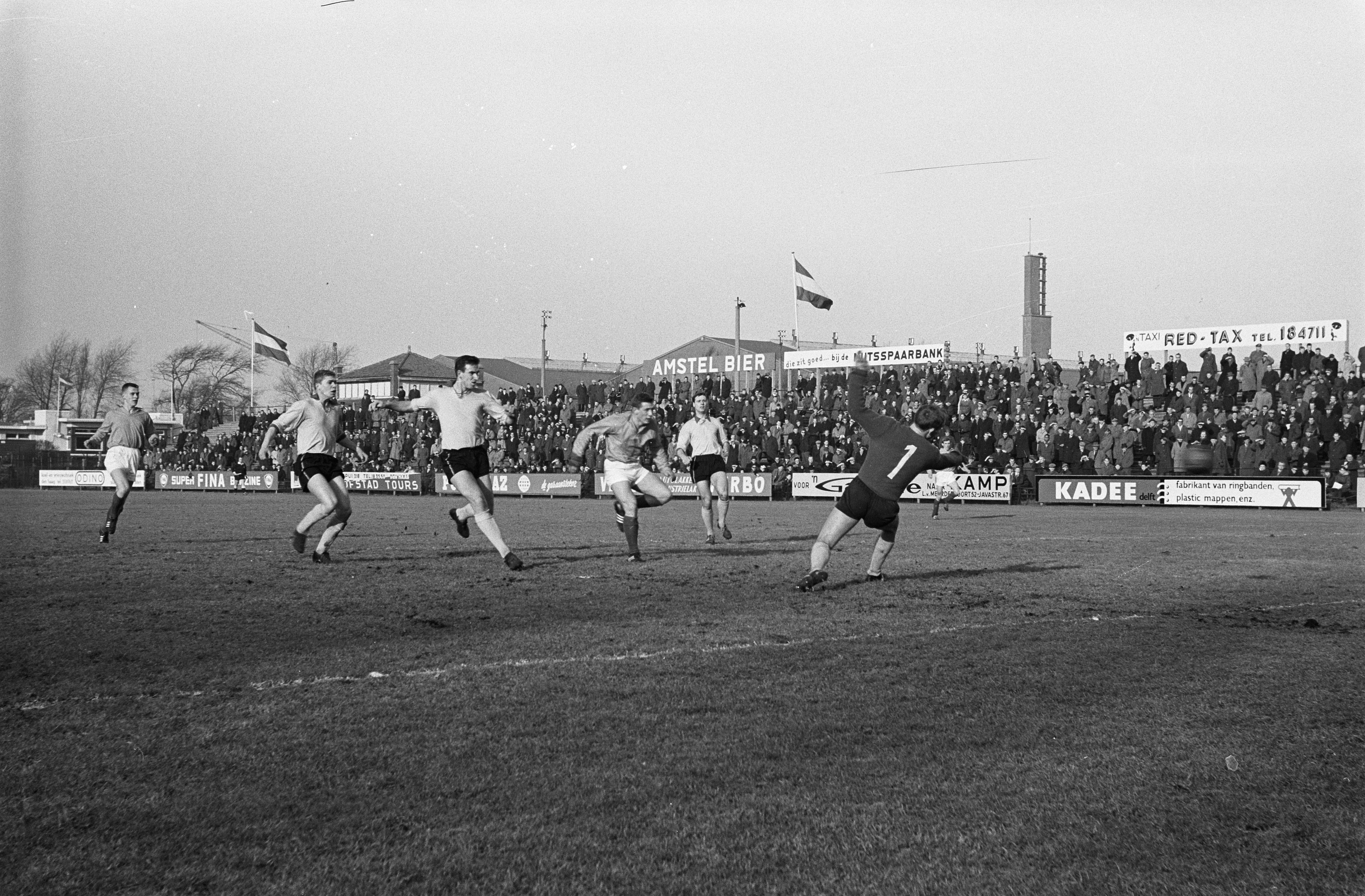
Houtrust, 29 januari 1964: militaire elftallen Nederland-België. Frans Geurtsen scoort.

###### 1952

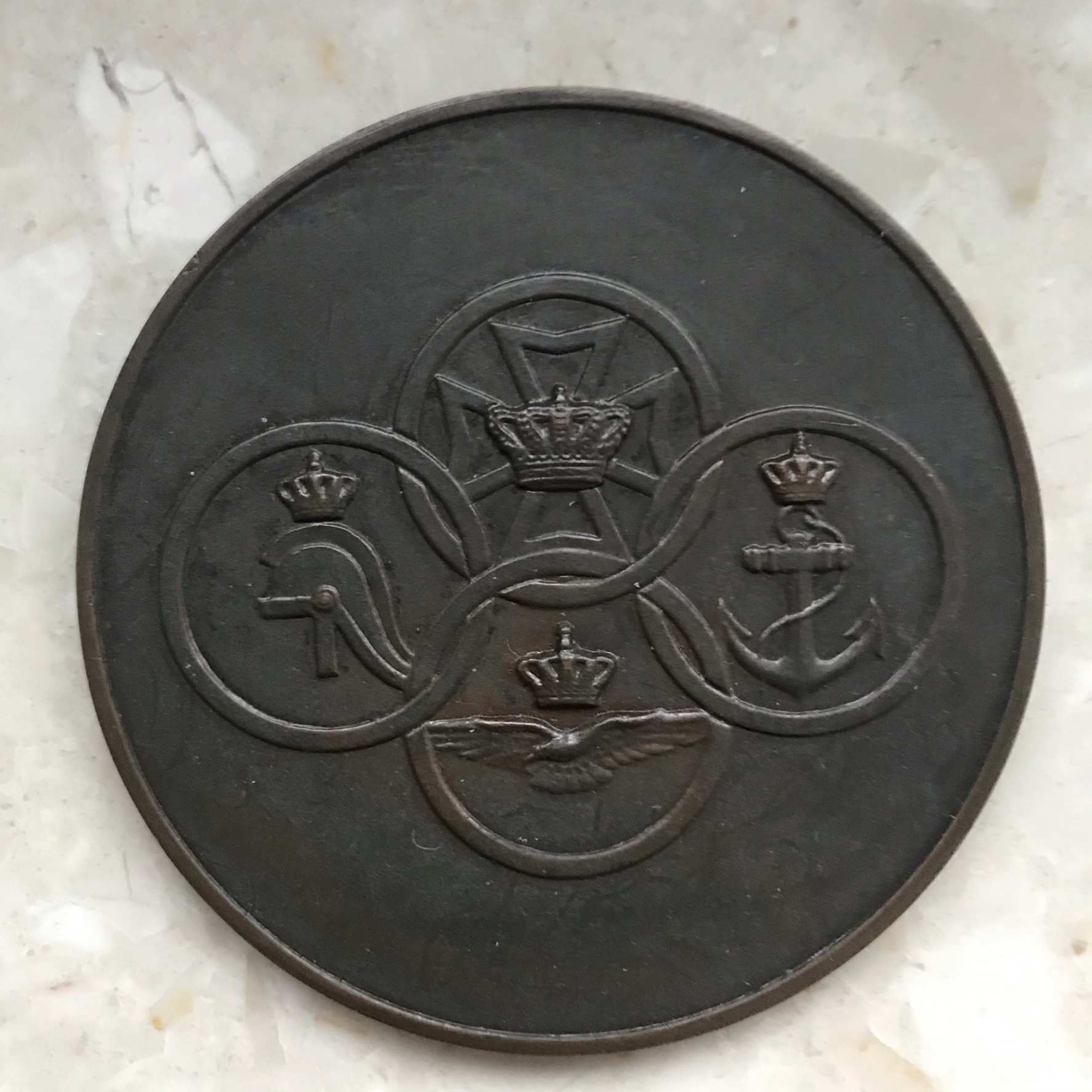
Voorzijde Medaille gekregen voor het veroveren van de derde plaats tijdens de wereldkampioenschappen Voetballen voor Militairen in 1952 gehouden in Griekenland.

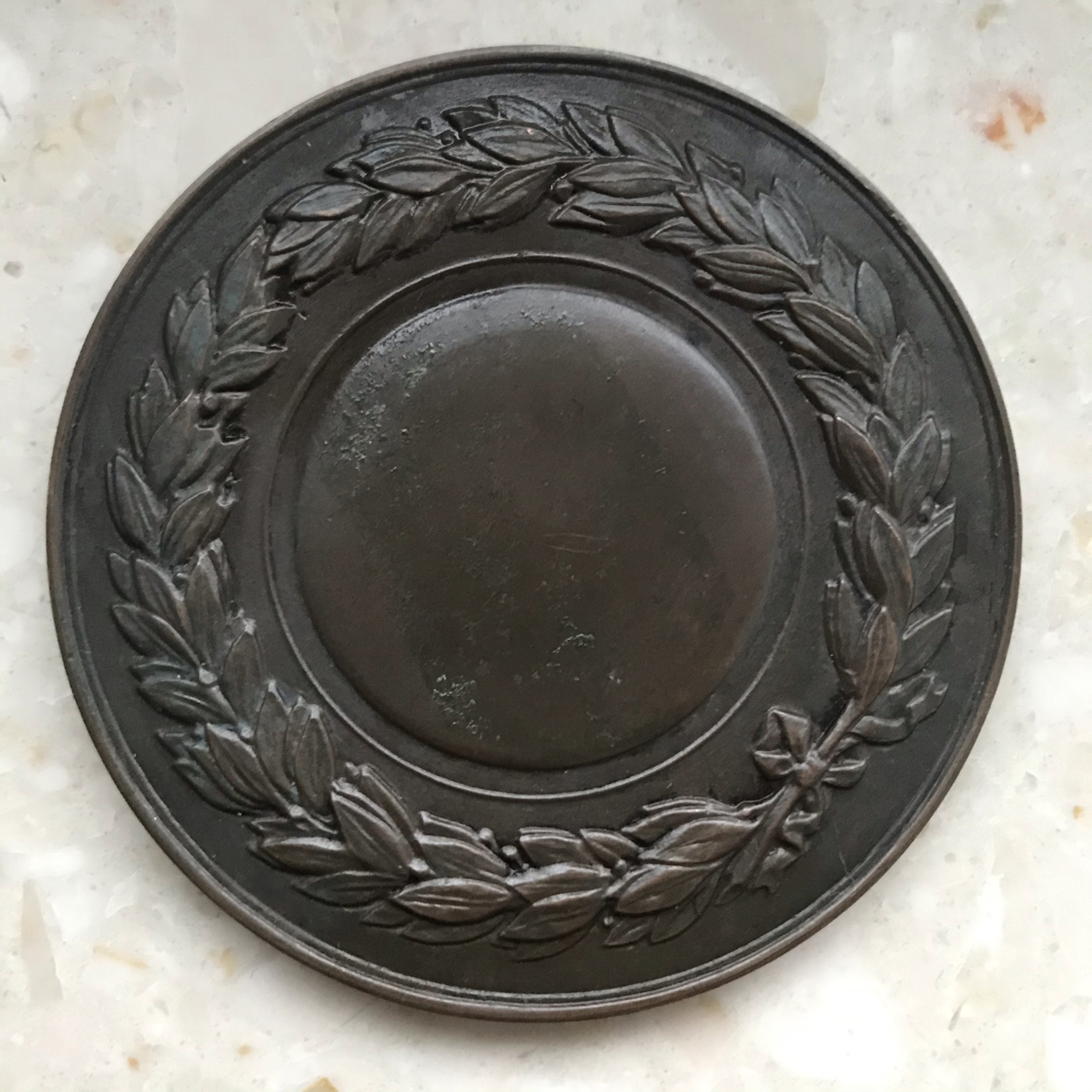
Achterzijde Medaille gekregen voor het veroveren van de derde plaats tijdens de wereldkampioenschappen Voetballen voor Militairen in 1952 gehouden in Griekenland.

In 1952 werd Nederland rechtstreeks toegelaten tot de halve finale omdat de voorronde tegen Egypte in Cairo, gepland voor 26 oktober 1951, vanwege politieke onrust geen doorgang had kunnen vinden. Op woensdag 19 maart 1952 trof Nederland in de halve finale gastland Griekenland in Athene en verloor met 6-1. In de strijd om de derde plaats werd met 1-0 van Turkije gewonnen dankzij een goal van Jan Kolkman van Go-Ahead. Het Nederlandse team bestond naast Kolkman onder andere uit Rinus Michels, Ger van Mourik, Jan Klaassens, Fred Röhrig, Nees Kerssens, Frits Louer, Cees Kammeijer en Kees Vermunt.

###### 1955
Nederland speelde in de eerste voorronde tegen Portugal (zie foto) op Spartastadion Het Kasteel in Rotterdam met een team gevormd onder andere uit Chris Feit, Ad Verhoeven, Riny van Woerden, Dries Mul, Toon Brusselers, Nico Boot, Arend van der Wel en Lex Rijnvis. Met doelpunten van Brusselers (2), Van der Wel, Boot en Rijnvis werd Portugal met 5-2 verslagen. Later in de maand werd met 3-1 van België gewonnen. Nederland plaatste zich voor de finalepoule waarin werd verloren van Turkije (3-0) en Italië (2-1). De winst op Egypte (5-2) kon niet voorkomen dat Nederland als vierde eindigde in de finalepoule.

###### 1958
Met een sterk elftal onder leiding van Elek Schwartz, bestaande onder andere uit Coen Moulijn, Hans Kraay, Guus Haak, Thijs Burgerhof, Henk Groot en Frans Rutten, verloor Nederland de eerste wedstrijd in de kwalificatiepoule in het Parc des Princes met 2-1 van Frankrijk. Ondanks het verlies was Coen Moulijn de ster van de wedstrijd. De volgende twee wedstrijden werden wel gewonnen: in Rotterdam op 6 maart met 2-1 van Turkije en op Houtrust op 9 maart met 9-1 van Luxemburg, nu met Henk Janssen en Sjaak Swart in de ploeg die goed waren voor respectievelijk vier en drie doelpunten. Hiermee plaatste Nederland zich voor een herkansingspoule om het 4e land in de finalegroep aan te wijzen. Met Jan Renders, Jacques Koole, de Kreek en Engelse in de ploeg werd op 10 september met 2-1 van België verloren en op 22 oktober met 1-0 van Griekenland gewonnen. Doordat de Verenigde Arabische Republiek zich terugtrok voor de finalepoule mocht Nederland alsnog meedoen. In Portugal werd van het gastland met 5-1 verloren en de wedstrijd om de derde plaats tegen België na verlenging met 4-3 gewonnen met doelpunten van Piet Kruiver (penalty), Henny den Engelse en tweemaal Henk Janssen van Stormvogels.

###### 1964
In het laatste jaar met Elek Schwartz als hoofdtrainer, kwam Nederland ongeslagen als eerste de groepsfase door. Het team met daarin Pim Doesburg, Rob Jacobs, Chris Lefering, Gerrie Ter Horst, Piet Vrauwdeunt, Frans Geurtsen, Klaas Nuninga, topscorer Gerard Saris en gedurende ten minste één helft Piet Keizer, won tweemaal van België, eenmaal van Noorwegen en Marokko en speelde eenmaal gelijk tegen de laatste twee landen.
In de finalepoule in Turkije eind juni werd 1-1 gelijkgespeeld zowel tegen het gastland als tegen West-Duitsland. Tegen Frankrijk werd met 2-1 verloren waardoor de Fransen op de eerste plaats eindigden. Nederland eindigde met West-Duitsland op een gedeelde derde plaats.

###### 1975
De voorrondes voor het wereldkampioenschap van 1975 werden vanaf maart 1974 gespeeld. Nederland was ingedeeld in een poule met België en Oostenrijk en werd eerste door zowel de uit- als thuiswedstrijden te winnen. 
De eindronde werd gespeeld in juli 1975 in Hagen, West-Duitsland. De Nederlandse militaire selectie onder leiding van Jan Zwartkruis bestond uit Spelbos, Verkerk, Gerards, Van Santen, Jansen, Krijnen, Bakker, Van den Berg, Verheyen, Mellaard, Marijnissen, Van den Ham, Körver, Leidekker, Pesman, Meijer, Vosmaer en Verhoogsel.
Nederland was ingedeeld in een poule met Koeweit, Nigeria en Griekenland. Volgens verslaggevers werd Nederland in alle drie wedstrijden bij tijd en wijle weggespeeld maar won wel van Koeweit en Griekenland en speelde gelijk tegen Nigeria.
De finale tegen West-Duitsland, door sommigen gezien als een revanche van de finale van de wereldkampioenschappen voetbal een jaar eerder, werd met 1-0 verloren.

## Trainers
- F. Beekhuizen (1946)
- E.A. Verduyn Lunel (1952)
- Elek Schwartz (1957-1964)
- Jan Zwartkruis (1964-1981)
- Dick Buitelaar (1982-1990)
- Jos Wap (1991)
- Ton Carton (1991-1995)
- Hans Westerduin (1998)
- Peter Peters (2005-2010)
- Jacob Ensing (2010)
- Richard Hesterman (2011-2013)
- Joēl Titaley (2013-2015)
- John van den Hooff (2015-2016)
- Rob van Belkom (2019 -)

KNVB ·
A-internationals ·
Bondscoaches (m) ·
Topscorers ·
Nederlands vrouwenelftal ·
Bondscoaches (v) ·
Nederland B ·
Olympisch elftal ·
Jong Oranje ·
Nederland –20 ·
Nederland –19 ·
Nederland –18 ·
Nederland –17 ·
Nederland –16 ·
Nederland –15 ·
Nederlands amateurelftal ·
Nederlands zaterdagelftal ·
Jong OranjeLeeuwinnen ·
Vrouwen –20 ·
Vrouwen –19 ·
Vrouwen –18 ·
Vrouwen –17 ·
Vrouwen –16 ·
Vrouwen –15 ·
Militair mannenelftal ·
Militair vrouwenelftal ·
Strandteam ·
Vrouwen Strandteam ·
Futsalteam ·
Vrouwen Futsalteam

EK-wedstrijden ·
WK-wedstrijden ·
Resultaten kwalificaties en eindronden ·
Nederland B-wedstrijden ·
Officieuze wedstrijden ·
EK-wedstrijden vrouwen ·
WK-wedstrijden vrouwen ·
Resultaten vrouwen kwalificaties en eindronden
1905 – 1919 ·
1920 – 1929 ·
1930 – 1939 ·
1940 – 1949 ·
1950 – 1959 ·
1960 – 1969 ·
1970 – 1979 ·
1980 – 1989 ·
1990 – 1999 ·
2000 – 2009 ·
2010 – 2019 ·
2020 – 2029
2015 ·
2016 ·
2017 ·
2018 ·
2019 ·
2020 ·
2021 · 
2022
EK's: 1976 · 
1980 · 
1988 · 
1992 · 
1996 · 
2000 · 
2004 · 
2008 · 
2012 · 
2020 · 
2024
WK's: 1934 · 
1938 · 
1974 · 
1978 · 
1990 · 
1994 · 
1998 · 
2006 · 
2010 · 
2014 · 
2022
OS: 1908 ·
1912 ·
1920 ·
1924 ·
1928 ·
1948 ·
1952 ·
2008
Albanië ·
Andorra ·
Argentinië ·
Armenië ·
Australië ·
België ·
Bosnië en Herzegovina ·
Brazilië ·
Bulgarije ·
Canada ·
Chili ·
China ·
Colombia ·
Costa Rica ·
Curaçao ·
Cyprus ·
DDR ·
Denemarken ·
Duitsland ·
Ecuador ·
Egypte ·
Engeland ·
Estland ·
Faeröer ·
Finland ·
Frankrijk ·
GOS · 
Georgië ·
Ghana ·
Gibraltar ·
Griekenland ·
Hongarije ·
Ierland ·
IJsland ·
Indonesië ·
Iran ·
Israël ·
Italië ·
Ivoorkust ·
Japan ·
Joegoslavië ·
Kameroen ·
Kazachstan ·
Kroatië ·
Letland ·
Liechtenstein ·
Luxemburg ·
Malta ·
Marokko ·
Mexico ·
Moldavië ·
Montenegro ·
Nederlandse Antillen ·
Nigeria ·
Noord-Ierland ·
Noord-Macedonië ·
Noorwegen ·
Oekraïne ·
Oostenrijk ·
Paraguay ·
Peru ·
Polen ·
Portugal ·
Qatar ·
Roemenië ·
Rusland ·
Saarland ·
San Marino ·
Saoedi-Arabië ·
Schotland ·
Senegal ·
Servië en Montenegro ·
Slovenië ·
Slowakije ·
Sovjet-Unie ·
Spanje ·
Suriname ·
Thailand ·
Tsjechië ·
Tsjecho-Slowakije ·
Tunesië ·
Turkije ·
Uruguay ·
Verenigd Koninkrijk ·
Verenigde Staten ·
Wales ·
Wit-Rusland ·
Zuid-Afrika ·
Zuid-Korea ·
Zweden ·
Zwitserland
Argentinië (1978) ·
Argentinië (2006) ·
Argentinië (2014) ·
Argentinië (2022) ·
Australië (2014) ·
Brazilië (2014) ·
Chili (2014) · 
Costa Rica (2014) ·
Denemarken (2010) ·
Denemarken (2012) ·
Duitsland (2012) · 
Ecuador (2022) · 
Frankrijk (2008) ·
Italië (2008) ·
Ivoorkust (2006) ·
Japan (2010) ·
Kameroen (2010) ·
Mexico (2014) · 
Noord-Macedonië (2021) · 
Oekraïne (2021) · 
Oostenrijk (2021) · 
Portugal (2006) ·
Portugal (2012) ·
Portugal (2019) ·
Qatar (2022) ·
Roemenië (2008) ·
Rusland (2008) ·
San Marino (2011) ·
Senegal (2022) ·
Servië en Montenegro (2006) ·
Sovjet-Unie (1988) ·
Spanje (2010) ·
Spanje (2014) ·
Tsjechië (2021) · 
Uruguay (2010) ·
Verenigde Staten (2022) · 
West-Duitsland (1974)